# 프랜시스 스콧 키 브리지 (볼티모어)
프랜시스 스콧 키 브리지(Francis Scott Key Bridge)는 미국 메릴랜드주 볼티모어의 교량이다. 1972년 착공되어 1977년 3월 23일 개통되었다. 2024년 3월 26일 선박 충돌로 인해 붕괴되었다.

## 붕괴 사고
2024년 3월 26일 싱가포르 국적의 선박과 충돌하여 붕괴되었다. 프랜시스 스콧 키 브리지가 있던 자리에는 이를 대체하는 교량이 2028년 가을에 들어설 예정이다.